# Lost in the Stratosphere

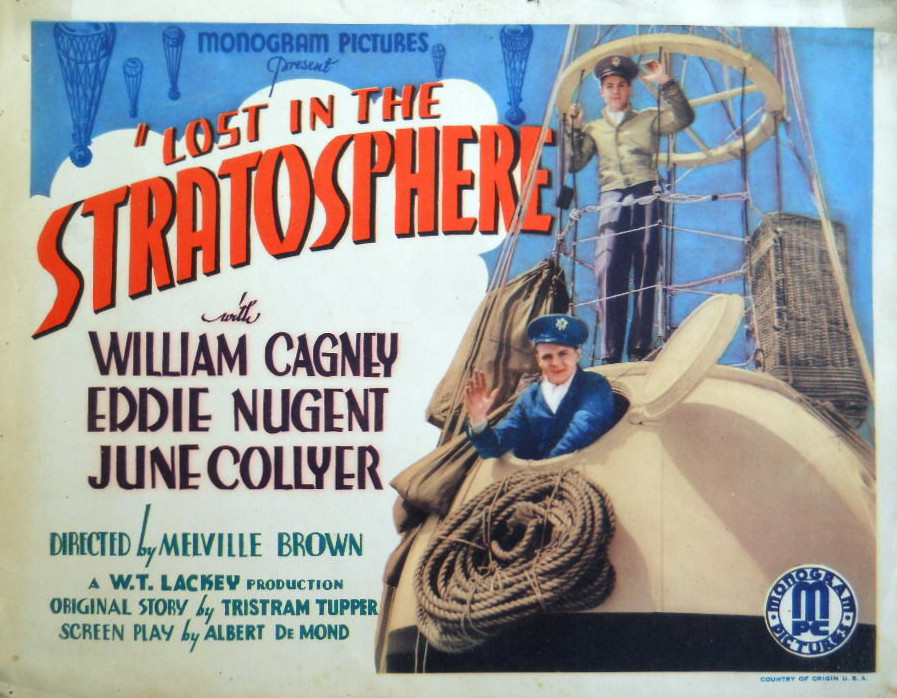
Affiche du film.

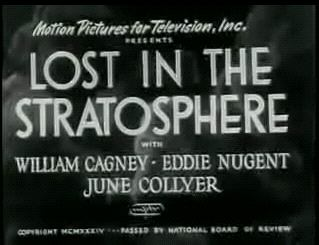
Le titre dans le générique du film.

Lost in the Stratosphere est un film américain réalisé par Melville W. Brown, sorti en 1934. C'est un des rares films qui permettent de voir à l'écran William Cagney, le frère de James.

## Synopsis
En 1934, l'US Army Air corps participe aux vols en haute altitude en ballon libre lancés par l'US Navy. Un ballon atteint l'altitude de 18 475 mètres, mais il se déchire et ses 3 occupants doivent sauter en parachute. Une autre tentative atteint 22 060 m l'année suivante.

## Fiche technique
- Réalisation : Melville W. Brown
- Scénario : Albert DeMond d'après une histoire de Tristram Tupper
- Producteur : William T. Lackey
- Photographie : Ira H. Morgan
- Montage : Carl Pierson
- Production : Monogram Pictures Corp.
- Distributeur : Monogram Pictures
- Durée : 64 minutes
- Date de sortie : 15 novembre 1934

## Distribution
- William Cagney : Lt. Tom "Soapy" Cooper
- Edward J. Nugent : Lt. Richard "Woody" Wood
- June Collyer : Evelyn Worthington
- Edmund Breese : Col. Brooks
- Lona Andre : Sophie
- Frank McGlynn Sr. : Col. Worthington
- Pauline Garon : Hilda Garon
- Matt McHugh : Matt O'Toole
- Russ Clark : Sgt. Enfield
- John Mack : Sgt. Baker
- June Gittelson : Gretchen
- Hattie McDaniel : Ida Johnson